# Lower Heidelberg
Lower Heidelberg  è una township degli Stati Uniti d'America, nella contea di Berks nello Stato della Pennsylvania. Secondo il censimento del 2000 la popolazione è di 4.150 abitanti.

## Società

### Evoluzione demografica
La composizione etnica vede una maggioranza della razza bianca (97,30%), seguita da quella asiatica (1,18%) dati del 2000.
| township di Lower Heidelberg Popolazione |       |
| 2000                                     | 4.150 |
| Stima al 2009                            | 5.446 |